# Андрес, Анна Александровна
Анна Александровна Андрес (укр. Андрес Анна Олександрівна; род. 17 ноября 1993, Львов) — украинская модель, предприниматель, fashion influencer, победительница конкурса красоты «Мисс Украина Вселенная» (теперь "Мисс Вселенная Украина") 2014 года.

## Биография
Анна Александровна Андрес родилась 17 ноября 1993 во Львове, в украинской семье с польскими корнями.

### Семья
Мать Виктория по образованию художник-оформитель, работает дизайнером интерьеров и экстерьеров. Отец Александр имеет юридическое образование, работал в милиции. Родители развелись, когда девочке было 5 лет.

### Личная жизнь
В июле 2020 Анна вышла замуж за французского бизнесмена Давида Барокас. Церемония бракосочетания состоялась на Лазурном побережье в стенах пятизвездочного отеля Hôtel Du Cap-Eden-Roc.
В 2021 году Анна родила сына Джеймса, в 2022 году — второго сына Габриэля.

### Образование
В 2010 году окончила школу.
В 2016 году окончила Львовский торгово-экономический университет (ЛТЕУ), получив юридическое образование.
С 2018 года проходит обучение в University of Arts: Central Saint Martins в Лондоне по специальности ювелирный бизнес.

### Карьера
В 2010 году Анна Андрес стала «Вице-мисс Львов». После этого Анне начали поступать предложения о сотрудничестве от модельных агентств Киева, Милана, Лондона и Шанхая. Во время учёбы в вузе Анна заключила контракт с модельными агентствами L Models (Киев) и Bookings (Лондон), периодически работала моделью.
В апреля 2014 года Андрес появилась на обложке журнала L’officiel Ukraine.
6 июня 2014 Анна стала победительницей конкурса красоты «Мисс Украина Вселенная» (англ. Miss Ukraine Universe), в дальнейшем активно занимается благотворительными проектами в Украине, сотрудничает с благотворительными фондами, оказывающих помощь пожилым людям и детям-переселенцам из зоны АТО на Донбассе.
В сентябре 2014 года Андрес снималась для журналов GQ Russia и GQ Mexico, в октябре — для американского бренда вечерних платьев Sherri Hill в Техасе.
В конце 2014 Анна публично отказалась представлять Украину на конкурсе «Мисс Вселенная» в США, ссылаясь на личные обстоятельства.
С 2016 года начала работать телеведущей на телеканале о моде HD Fashion, вела репортажи с недель моды в Милане и Париже, с Каннского кинофестиваля.
В 2017 году Анна снялась в клипе певца Arash на песню «Dooset Daram» как главная героиня.
В апреле 2019 основала ювелирный бренд Anna Andres Jewelry.
В 2021 году Анна в сотрудничестве с дизайнером Валерией Ковальской создала капсульную коллекцию ювелирных украшений SYNERGY.